# فقمة الفراء البني
فقمة الفراء البني (Arctocephalus pusillus) هي نوع من فقمات الفراء تعيش في جنوب أفريقيا وجنوب أستراليا.